# Жовтневий ентомологічний заказник
Жовтне́вий — ентомологічний заказник місцевого значення в Україні. Розташований у Болградському районі Одеської області, поблизу села Каракурт. 

## Опис
Площа заказника — 15 га. Заказник створено згідно з рішенням облвиконкому від 03.12.1983 року № 682. Межі заказника регламентуються розпорядженням Болградської районної державної адміністрації від 02.04.2007 року № 208/А-2007.. 
Заказник створено на землях колишнього колгоспу ім. Леніна для охорони місця оселення диких бджіл-запилювачів та ділянки насінників багаторічних трав. Мета створення заказника — збільшення чисельності цінних запильників — диких бджіл. 
Згідно з даними екологічного обстеження 2003 року поселення диких бджіл на території заказника відсутні, також відсутні й ділянки насінників багаторічних трав. Територія заказника становить собою штучні деревні насадження, серед яких є ділянки степу з рослинами, занесеними до Червоної книги України та Червоного списку Одеської області (7 видів) та фітоценозами з Зеленої книги України.